# دحل أم حجول
دحل أم حجول هو أحد الدحول الواقعة جنوب الصمان في السعودية.